# Classe Arabis
La classe Arabis fu la terza e più numerosa sottoclasse di corvette dragamine completate sotto l'Emergency War Programme durante la prima guerra mondiale per la Royal Navy. Era parte della classe Flower, anche conosciuta come Cabbage class, "classe dei cavoli", o Herbaceous Borders, "confini erbacei". Queste navi furono usate, oltre ai compiti di dragamine, come navi scorta, rimorchiatori e trasporti di personale e materiale.
Il progetto della classe Arabis fu fatto alla fine del 1914. Tutte e 36 le unità britanniche furono ordinate nel luglio 1915 e costruite in tre gruppi di circa 12 unità l'uno. Altre 8 navi furono costruite in seguito in cantieri britannici per la marina francese. Il progetto era molto interessante, dato che quasi tutti i cantieri erano in grado di costruirlo e la costruzione poteva essere terminata in cinque mesi.
Come le precedenti classi Acacia e Azalea, erano navi dragamine ad elica singola con scafo triplo a prua come protezione da eventuali incidenti con le mine.

## Unità
| Nome            | Costruttore                                                      | Varo             | Destino finale |
| --------------- | ---------------------------------------------------------------- | ---------------- | --- |
| HMS Alyssum     | Earle's Shipbuilding and Engineering Company, Kingston upon Hull | 5 novembre 1915  | Colpì una mina a sud ovest dell'Irlanda il 18 marzo 1917. |
| HMS Amaryllis   | Earle's                                                          | 9 dicembre 1915  | Venduta per essere demolita il 30 gennaio 1923. |
| HMS Arabis      | D. & W. Henderson and Company, Partick                           | 6 novembre 1915  | Affondata da una torpediniera tedesca durante la battaglia di Dogger Bank il 10 febbraio 1916. |
| HMS Asphodel    | Henderson                                                        | 21 dicembre 1915 | Venduta alla Danimarca il 16 giugno 1920 e ribattezzata Fylla. |
| HMS Berberis    | Henderson                                                        | 3 febbraio 1916  | Venduta per essere demolita il 30 gennaio 1923. |
| HMS Buttercup   | Barclay Curle and Company, Whiteinch                             | 24 ottobre 1915  | Venduta il 5 febbraio 1920, divenne la nave da recupero privata Semper Paratus. Dal 1933 fece parte della Regia Marina col nome di Teseo. Fu affondata da bombe nel porto di Trapani l'11 aprile 1943.                                                   |
| HMS Campanula   | Barclay Curle                                                    | 25 dicembre 1915 | Venduta per essere demolita il 6 settembre 1922. |
| HMS Celandine   | Barclay Curle                                                    | 19 febbraio 1916 | Venduta per essere demolita il 15 gennaio 1923. |
| HMS Cornflower  | Barclay Curle                                                    | 30 marzo 1916    | Perduta il 19 dicembre 1941 alla caduta di Hong Kong. |
| HMS Crocus      | Lobnitz and Company, Renfrew                                     | 24 dicembre 1915 | Venduta per essere demolita a Bombay nel luglio 1930. |
| HMS Cyclamen    | Lobnitz                                                          | 22 febbraio 1916 | Famosa per aver attaccato per sbaglio il sommergibile alleato Alberto Guglielmotti (1917). Nel 1925 distrusse una delle torri del forte di Fujairah durante una campagna anti schiavitù nel Golfo Persico. Venduta per essere demolita il 2 luglio 1932. |
| HMS Delphinium  | Napier and Miller, Old Kilpatrick                                | 23 dicembre 1915 | Venduta per essere demolita il 13 ottobre 1933. |
| HMS Genista     | Napier & Miller                                                  | 26 febbraio 1916 | Affondata dall'u-boot tedesco U-57 il 23 ottobre 1916 nell'Atlantico. |
| HMS Gentian     | Greenock & Grangemouth Dockyard Company, Greenock                | 23 dicembre 1915 | Colpì una mina nel Golfo di Finlandia il 16 luglio 1919. |
| HMAS Geranium   | Greenock & Grangemouth                                           | 8 novembre 1915  | Trasferita alla Royal Australian Navy nel 1919; smantellato nel giugno 1932 e affondato come bersaglio il 24 aprile 1935 al largo di Sydney. |
| HMS Gladiolus   | Charles Connell and Company, Scotstoun                           | 25 ottobre 1915  | Venduta alla marina portoghese il 10 marzo 1920, divenne la República, classificata come incrociatore, radiata nel 1943. |
| HMS Godetia     | Connell                                                          | 8 gennaio 1916   | Demolita nel 1937. |
| HMS Hydrangea   | Connell                                                          | 2 marzo 1916     | Venduta ad Hong Kong il 7 aprile 1920 per uso mercantile. |
| HMS Lobelia     | William Simons and Company, Renfrew                              | 7 marzo 1916     | Venduta al governo di Terranova nel marzo 1920 e resa un pontone nel 1924. |
| HMS Lupin       | Simons                                                           | 31 maggio 1916   | Fu venduta il 22 marzo 1946, ma affondò; poi recuperata e demolita a Portchester. |
| HMAS Marguerite | Dunlop Bremner & Company, Port Glasgow                           | 23 novembre 1915 | Trasferita alla Royal Australian Navy nel 1919; smantellato nel settembre 1932 e affondato come bersaglio il 1 agosto 1935. |
| HMS Mignonette  | Dunlop Bremner                                                   | 26 gennaio 1916  | Colpì una mina davanti a Galley Head, in Irlanda, il 17 marzo 1917. |
| HMS Myosotis    | Bow, McLachlan and Company, Paisley                              | 4 aprile 1916    | Venduta per essere demolita il 30 gennaio 1923. |
| HMS Nasturtium  | A. McMillan and Sons, Dumbarton                                  | 21 dicembre 1915 | Colpì una mina vicino a Malta il 27 aprile 1916. |
| HMS Nigella     | William Hamilton and Company, Port Glasgow                       | 10 dicembre 1915 | Venduta per essere demolita il 29 novembre 1922. |
| HMS Pansy       | Hamilton                                                         | 1 febbraio 1916  | Venduta all'autorità portuale di Calcutta il 12 gennaio 1920. |
| HMS Pentstemon  | Workman, Clark and Company, Belfast                              | 5 febbraio 1916  | Venduta il 20 aprile 1920, divenne il mercantile Lila e poi la cannoniera cinese Hai Chow. Fu affondata a Canton da un aereo giapponese il 7 ottobre 1937.                                                                                               |
| HMS Petunia     | Workman Clark                                                    | 3 aprile 1916    | Venduta per essere demolita il 15 dicembre 1922. |
| HMS Poppy       | Swan Hunter and Wigham Richardson, Wallsend on Tyne              | 9 novembre 1915  | Venduta per essere demolita il 9 aprile 1923. |
| HMS Primula     | Swan Hunter                                                      | 6 dicembre 1915  | Affondata dal sommergibile tedesco U-35 nel Mediterraneo il 1 marzo 1916. |
| HMS Rosemary    | Richardson, Duck and Company, Thornaby-on-Tees                   | 22 novembre 1915 | Fu silurata dall'U-63 il 4 luglio 1916. Fu l'ultima unità a carbone della Royal Navy. Venduta per essere demolita il 17 dicembre 1947. |
| HMS Snapdragon  | Ropner and Sons, Stockton on Tees                                | 21 dicembre 1915 | Venduta per essere demolita il 4 maggio 1934. |
| HMS Valerian    | Charles Rennoldson and Company, South Shields                    | 21 febbraio 1916 | Affondata davanti alle Bermuda a causa di un uragano il 22 ottobre 1926. |
| HMS Verbena     | Blyth Shipbuilding and Dry Dock, Blyth                           | 9 novembre 1915  | Venduta per essere demolita il 13 ottobre 1933. |
| HMS Wallflower  | Irvine's Shipbuilding and Dry Dock Company, Hartlepool           | 8 novembre 1915  | Venduta per essere demolita il 28 agosto 1931. |
| HMS Wistaria    | Irvine's                                                         | 7 dicembre 1915  | Venduta per essere demolita il 18 gennaio 1931. |

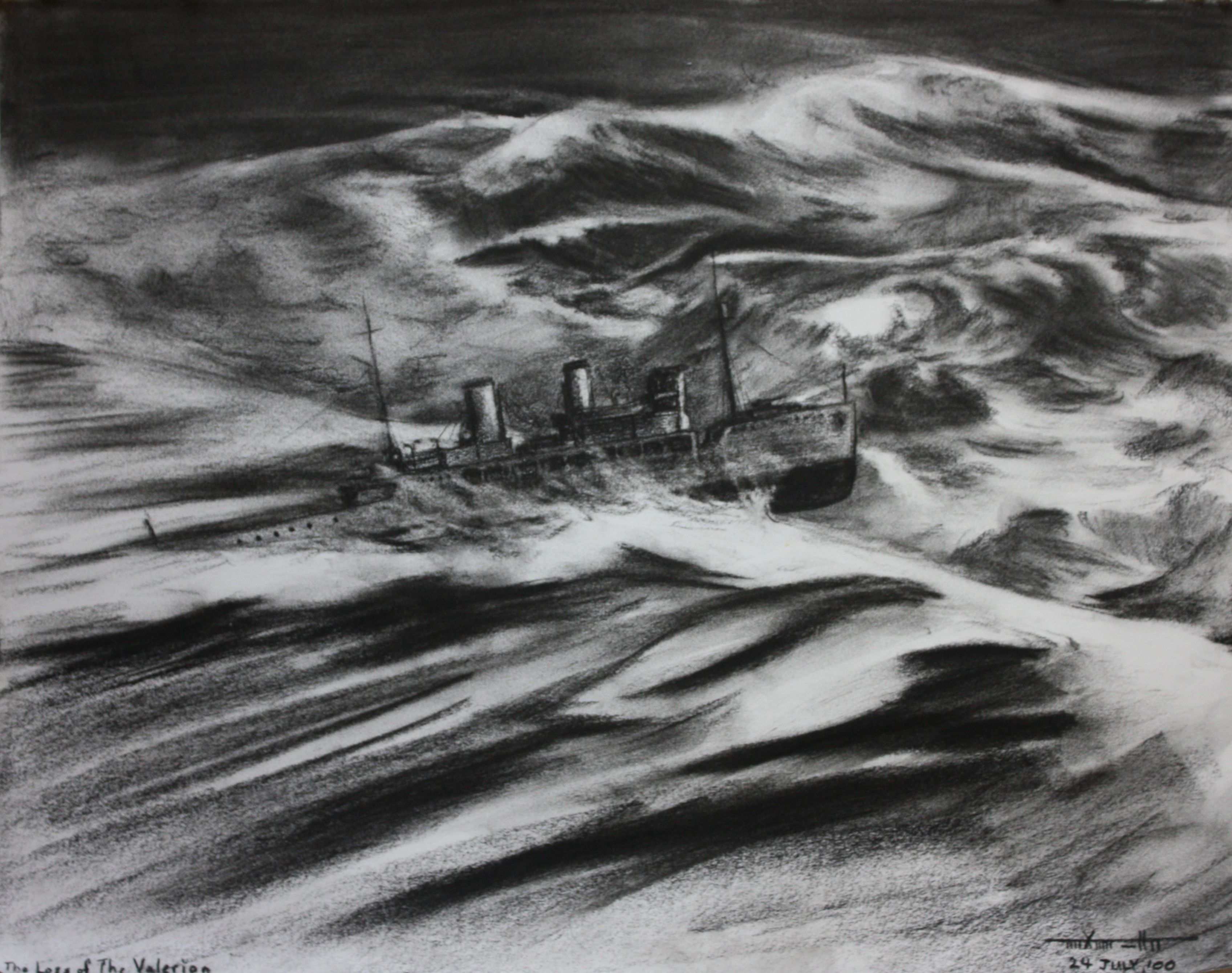
Visione artistica dell'affondamento della Valerian

Sei unità furono ordinate nel gennaio 1916 e due nel settembre dello stesso anno dalla marina francese. Tutte furono consegnate tra il 1916 e il 1917.
| Nome      | Costruttore   | Varo             | Entrata in servizio | Destino finale |
| --------- | ------------- | ---------------- | ------------------- | --- |
| Aldébaran | Barclay Curle | 19 maggio 1916   | 3 luglio 1916       | Servì nel Mediterraneo durante la guerra e oltremare nel dopoguerra. Il 13 ottobre 1934 a Saigon fu radiata e venduta per essere demolita il 15 gennaio 1935.                                                   |
| Algol     | Barclay Curle | 17 giugno 1916   | 1 agosto 1916       | Servì nel Mediterraneo durante la guerra e nel 1921 operò in Siria e in Medio Oriente. Demolita a Saigon nel 1935.                                                                                              |
| Altair    | Hamilton      | 6 luglio 1916    | 14 settembre 1916   | Servì nel Mediterraneo durante la guerra e nel Mar Nero nel 1919. Dal 1920 fu basata in Estremo Oriente e servì come nave oceanografica in indocina francese. Nel 1940 fu venduta per essere demolita a Saigon. |
| Antares   | Hamilton      | 4 settembre 1916 | 30 ottobre 1916     | Servì nel Mediterraneo durante la guerra e oltremare nel dopoguerra. Nel 1935 fu convertita a nave oceanografica a Saigon ma poi fu venduta per essere demolita nel 1936.                                       |
| Bellatrix | Henderson     | 29 maggio 1916   |                     | Cancellata nel 1933 |
| Rigel     | Henderson     | 6 luglio 1916    |                     | Affondata dal sommergibile tedesco U-35 davanti ad Algeri il 2 ottobre 1916. |
| Cassiopée | Barclay Curle | 10 febbraio 1917 |                     | Cancellata nel 1933 |
| Regulus   | Barclay Curle | 19 marzo 1917    |                     | Cancellata nel 1933 |